# Желания из бутылки
Желания из бутылки (англ. Bottled Appetites) — пятая серия первого сезона телесериала Netflix «Ведьмак», снятая режиссёром Шарлоттой Брандстром. Она появилась в открытом доступе в один день с остальными — 20 декабря 2019 года.

## Название и сюжет
Название пятой серии «Ведьмака» стало известно позже, чем названия большинства других серий первого сезона. На сайте Гильдии сценаристов США в начале ноября 2019 года появились названия шести серий из восьми, но пятой там не было. Позже (22 ноября) Netflix опубликовал слоган этого эпизода — «судьбоносная встреча, изувеченный бард».
Пятая серия является вольной адаптацией рассказа Анджея Сапковского «Последнее желание» из одноимённого сборника. В ней Геральт с помощью сети разыскивает кувшин с джинном. Лютик случайно разбивает кувшин и заражается магической болезнью. Для исцеления своего спутника Геральт просит помощи у чародейки Йеннифэр из Венгерберга. Кагыр, чтобы найти Цириллу, прибегает к услугам допплера, который принимает облик Мышовура.

## В ролях
- Генри Кавилл — Геральт из Ривии
- Аня Чалотра — Йеннифэр из Венгерберга
- Фрейя Аллан — княжна Цирилла
- Джои Бэти — Лютик
- Мианна Бёринг — Тиссая де Врие
- Эймон Фаррен — Кагыр Маур Дыффин аэп Кеаллах
- Мими Дивени — Фрингилья Виго
- Уилсон Мбомио — Дара

## Реакция
Обозреватель портала IGN констатирует, что в пятой серии «Ведьмака» началось, наконец, полноценное развитие основных сюжетных линий и усиление внутренних взаимосвязей. При этом авторам шоу не удаётся создать мрачную атмосферу, к чему они явно стремились, и показать сексуальное напряжение между Геральтом и Йеннифэр. «Кавилл демонстрирует здесь меньше эмоций, чем во время разговора со своей лошадью в первом эпизоде, — пишет рецензент, — что, безусловно, странно выглядит». Лютик с его остротами в ряде случаев выглядит неуместно, и в связи с этим автор рецензии пишет об общем «кризисе самоидентификации» сериала: комическая составляющая «неловко соседствует» с драматической, а не работает с ней в едином тандеме.